# Yang Mi-kyung
Đây là một tên người Triều Tiên, họ là Yang.
Yang Mi-kyung (sinh ngày 25 tháng 7 năm 1961) là một nữ diễn viên điện ảnh và truyền hình Hàn Quốc.